# Guerra mundial Z (novela)
Guerra Mundial Z: Una historia oral de la guerra zombi, es una novela de horror apocalíptico de 2006, escrita por Max Brooks. La novela es un conjunto de entrevistas individuales narradas por un agente de la Comisión de Posguerra de las Naciones Unidas con posterioridad a un devastador conflicto global contra la plaga zombi. Otros pasajes recogen una larga década de lucha desesperada y cómo fue experimentada por gente de diversas nacionalidades. Las entrevistas personales describen también los cambios políticos, religiosos y medioambientales producidos en ese periodo.
Guerra Mundial Z es el segundo libro de Brooks, tras su “manual de supervivencia”, Zombi - Guía de supervivencia (2003), pero en un tono mucho más serio. Se inspiró en La guerra buena: Una historia oral de la Segunda Guerra Mundial (1984) de Studs Terkel, y en las películas de zombis de George A. Romero.
Brooks en Guerra Mundial Z examina la ineptitud del gobierno y el aislacionismo de EE. UU., al igual que el supervivencialismo y la incertidumbre. La novela fue un éxito comercial alabado por la crítica.
La versión en inglés del audiolibro, realizada por un completo reparto incluyendo a Alan Alda, Mark Hamill, y John Turturro, ganó un premio Audie en 2007. La película con el mismo título que la novela, dirigida por Marc Forster y protagonizada por Brad Pitt, se estrenó en 2013.

## Argumento
La historia se plantea como una serie de entrevistas realizadas por el narrador, Max Brooks, un agente de la Comisión de Posguerra de las Naciones Unidas. Aunque se desconoce el origen exacto de la plaga, un joven de un poblado en China es identificado como el paciente cero, un niño que contrajo el virus cuando algo le mordió mientras buceaba en una inundada ciudad de Dachang. El caso del muchacho marca el punto de partida desde el cual el Gobierno chino comienza a tomar medidas para encubrir la enfermedad, incluido el provocar una crisis con Taiwán para enmascarar sus actividades. Sin embargo la plaga consigue propagarse por varias naciones debido al tráfico humano, al desplazamiento de refugiados y al mercado negro de órganos en la propia China, Alemania y Sudáfrica. En un principio estas naciones fueron capaces de encubrir sus pequeños brotes de la plaga, hasta que un brote mucho mayor se desencadenó en Sudáfrica y la plaga sale a la luz pública.
Mientras se expande la infección, Israel abandona los Territorios Palestinos e inicia un cordón sanitario a lo largo de la nación, cerrando sus fronteras a todo el mundo excepto para judíos no infectados y palestinos. Los militares israelíes reprimieron un levantamiento ultraortodoxo, al que posteriormente se conocería como Guerra Civil Israelí.
Los EE. UU. poco hacen por prepararse debido a su exceso de confianza en suprimir cualquier amenaza. Aunque en un principio equipos de fuerzas especiales consiguen contener los brotes iniciales, no se produce un esfuerzo generalizado por contener la plaga. La nación se ve privada de voluntad política tras un conflicto de baja intensidad largo y sangriento, y se comercializa y distribuye por doquier una vacuna placebo, Phalanx, creando una falsa sensación de seguridad.
A medida que más y más áreas del planeta sucumben a la infección, comienza el periodo conocido como “el Gran Pánico”. Pakistán e Irán se destruyen mutuamente en una guerra nuclear después de los intentos por parte del gobierno iraní de contener el flujo de refugiados huyendo de Pakistán a Irán.
Después de que los zombis infestaran Nueva York como resultado de la negligencia de los Estados Unidos, el ejército establece un puesto de defensa de alto nivel en la ciudad próxima de Yonkers, donde se planea transmitir la batalla en vivo para demostrarle al mundo que el ejército estadounidense tiene todo bajo control para motivar a los supervivientes. Sin embargo, la batalla de Yonkers resulta en una masacre; las tácticas y armas modernas se evidencian como ineficaces contra los zombis, ya que este enemigo no tiene instintos de supervivencia, no siente dolor, y solo puede ser derribado con un tiro en la cabeza. La derrota de los desprevenidos y desmoralizados soldados fue retransmitida en directo por televisión a todo el mundo. Se desesperan aún más comprobando cómo millones de zombis de la infectada Nueva York vienen tras los que ya han sido eliminados. Otros países sufren similares derrotas, y la civilización humana está al borde de la extinción.
En Sudáfrica, el Gobierno adopta un plan de contingencia planteado por Paul Redeker, un asesor de inteligencia durante el apartheid. Consiste en establecer pequeños santuarios, abandonando a su suerte a grandes grupos de supervivientes en unas áreas específicas con el fin de distraer a los muertos vivientes, permitiendo a los que permanecen en estas pequeñas zonas reagruparse y recuperarse.
Gobiernos de todo el mundo aplican planes similares o reubican a la población en territorios extranjeros más seguros, como el intento de evacuación total del archipiélago japonés a Kamchatka, el cual se considera un éxito.
La gente de los países andinos empieza un desplazamiento masivo hacia la sierra andina, protegiéndose en las ruinas incaicas y algunos otros en las fortalezas coloniales, por ejemplo, los sobrevivientes de Perú se refugian en Vilcabamba. Aunque Machu Picchu se mantuvo tranquilo durante la guerra, los sobrevivientes de Vilcabamba sufrieron un brote interno de poca importancia. Mientras que en México la gente se defiende en las pirámides aztecas.
A causa de que los zombis se congelan e inmovilizan con el frío extremo, muchos civiles en Norteamérica huyen a las tierras salvajes del norte de Canadá y el Ártico, donde once millones de personas mueren de inanición e hipotermia. Se asume que muchos sucumbieron al canibalismo para sobrevivir. Algunas entrevistas realizadas por otras fuentes implican que también hubo casos de canibalismo en áreas de Estados Unidos donde hubo escasez de comida.
Los tres astronautas que permanecían en la Estación Espacial Internacional sobrevivieron a la guerra rescatando suministros de la estación espacial China abandonada, y mantuvieron algunos satélites militares y civiles utilizando una estación orbital de combustible, hasta que fueron rescatados tras el fin de la guerra. Uno de los supervivientes de la tripulación de la ISS describe megaenjambres de zombis en las grandes llanuras de Norteamérica y en Asia Central, y cómo la crisis afectó a la atmósfera, cubriendo los cielos de la Tierra de un velo negro, debido a los humos de las ciudades en llamas por todo el mundo.
Los EE. UU. finalmente consiguen establecer zonas seguras al oeste de las Montañas Rocosas, y durante la siguiente década se dedica a erradicar a los zombis de esta región.
Todos los aspectos de la vida civil se concentraron en apoyar la guerra contra la pandemia. Esto se parecía mucho a las estrategias de guerra total: racionamiento de combustible y alimentos, cultivo en jardines privados, y patrullas civiles vecinales. El Gobierno de los EE. UU. inició también un Decreto de Reeducación Nacional para formar a la población civil para la guerra y la restauración del orden; gente con habilidades en carpintería y construcción resultaron ser más útiles que personas con habilidades de gestión.
Siete años después de que el brote comenzase, se llevó a cabo una cumbre en las costas de Honolulu, a bordo del USS Saratoga, donde muchos de los líderes mundiales argumentaron que se podía sobrevivir a la plaga zombi si se permanecía en las zonas seguras. Sin embargo, el presidente de los EE. UU. planteó el lanzarse a la ofensiva. Determinado a predicar con el ejemplo, el ejército de los EE. UU. se reinventó a sí mismo para encontrar la estrategia necesaria para combatir a los muertos vivientes: usando rifles semiautomáticos con munición explosiva y descargas por líneas, concentrando los disparos a la cabeza y una cadencia de fuego lenta pero constante (Una táctica re-inventada por el ejército hindú durante el Gran Pánico); y diseñando un herramienta multitarea de mano, el “Lobotomizador” o “Lobo” (descrito como una combinación de pala y hacha de guerra) para los combates cuerpo a cuerpo. El ejército, respaldado por la renaciente economía de guerra de los EE. UU., inició el proceso que duró 3 años para la reconquista de los Estados Unidos contiguos, tanto de los muertos vivientes como de grupos de sobrevivientes de humanos hostiles. Se ha comentado que para enfrentarse a estos grupos organizados de humanos opuestos a la reconquista, a veces bien armados y organizados, se empleó equipamiento y tácticas anteriores al conflicto con la pandemia.
Diez años después del final oficial de la guerra zombi, millones de zombis aún están activos, la mayoría en los lechos oceánicos o en zonas con nieves perpetuas. Una Cuba democrática se ha convertido en la economía mundial más floreciente. Tras una guerra civil en la que se usaron armas nucleares, China se ha convertido en una democracia y es conocida como “Federación Unida de China”. El Tíbet se ha liberado del dominio chino y alberga Lhasa, la ciudad más poblada del mundo. Tras una revolución religiosa y el resurgir de la ortodoxia rusa, Rusia es ahora una teocracia expansionista conocida como Sagrado Imperio Ruso. Debido al hecho de que muchos jóvenes rusos se convirtieron en zombis, se infectaron de sida, o murieron debido a las drogas, el gobierno ha iniciado un programa de “cría”, donde las mujeres fértiles supervivientes son fecundadas coercitivamente para elevar la tasa de natalidad. Corea del Norte está completamente desierta, se cree que toda su población presumiblemente ha desaparecido en refugios subterráneos.
La situación de las islas británicas no queda completamente clara en la novela, aunque Irlanda parece haber escapado de lo peor del brote. Miembros de la Familia Real Británica escaparon a Irlanda y la Isla de Man, siguiendo a la retirada militar hacia el Muro de Antonino, y ahora exportan petróleo de un yacimiento situado bajo el Castillo de Windsor, donde la Reina se mantuvo durante la guerra, rehusando huir con sus familiares. El Papado estableció durante la guerra un refugio en la Archidiócesis de Armagh. En Francia, el Palacio de Versalles fue el escenario de una masacre y se quemó hasta los cimientos; las pérdidas militares fueron particularmente elevadas durante la limpieza de las catacumbas de París debido a que en las catacumbas había casi un cuarto de millón de refugiados desde los inicios de la guerra, que posteriormente se convirtieron en zombis. Islandia está completamente despoblada y permanece como el país más severamente infestado.
Israelíes y palestinos hicieron las paces, y los conocidos como territorios ocupados han sido renombrados como Estado Unificado de Palestina. Ciudades como Lima y Santiago vuelven a ser las capitales de sus respectivos países; aunque ya no son las ciudades importantes que eran antes. México es ahora conocido como Aztlán. Numerosos países han tenido que modificar sus fronteras debido a los vertederos de convictos en las zonas infestadas; estos convictos erigieron poderosos feudos que más tarde se han convertido en estados independientes. Un denominado Continente Pacífico aparece para englobar una serie de islas anteriormente deshabitadas, así como barcos que quedaron inmóviles debido a la falta de combustible. Por razones desconocidas, la familia real saudí destruyó los campos petrolíferos de Arabia Saudí.
Las Naciones Unidas desplegaron una gran fuerza militar para eliminar a los zombis que aún permanecían en zonas infestadas, derrotar a las hordas que emergen del suelo oceánico, y matar zombis congelados antes que éstos se descongelen. Mientras el mundo se recupera lentamente de la guerra, se ha revelado que enfermedades que habían sido erradicadas previamente han resurgido y la esperanza de vida global se ha reducido considerablemente.

## Desarrollo
Brooks ha diseñado Guerra Mundial Z para seguir las leyes creadas en su primer trabajo, Zombi - Guía de supervivencia (2003), y esto explica que esta guía puede existir en el universo ficticio de la novela. Los zombis de la Guía de Supervivencia son cadáveres humanos reanimados por un virus incurable (Solanum), desprovistos de inteligencia, solo deseosos de consumir carne fresca, y no pueden ser destruidos a menos que se destruya su cerebro. Se ha dicho que los zombis, en lugar de sangre, contienen una especie de pus negra. La descomposición llegará finalmente, pero el proceso lleva más tiempo que en un cadáver no infectado, y puede verse aún más ralentizado por el frío. Los zombis son tan fuertes como lo era el humano que han infectado y no se cansan, aunque lo parezca debido a las limitaciones obvias por su condición. Se mueven despacio y son incapaces de planear o cooperar en sus ataques. Los zombis suelen revelar su presencia con sus gemidos.

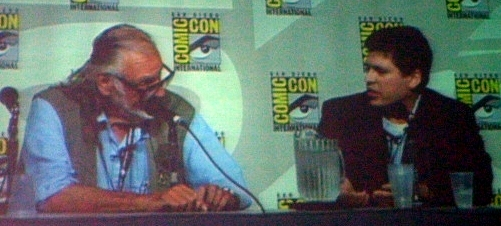
Max Brooks (derecha) con George Romero en la Convención Internacional de Cómics de San Diego 2007

Brooks debate sobre las influencias culturales de la novela. Dice haberse inspirado en La guerra buena: Una historia oral de la Segunda Guerra Mundial (1984) de Studs Terkel, diciendo: “El libro de Terkel es una historia oral de la Segunda Guerra Mundial. Lo leí en mi adolescencia y me enganchó desde entonces. Cuando empecé a escribir Guerra Mundial Z: Una historia oral de la guerra zombi, buscaba que fuera con la esencia de una historia oral". Brooks también ha citado como influencia reconocidas películas de zombis de George A. Romero y criticado El regreso de los muertos vivientes: “Esos zombis baratos; los hicieron estúpidos y pasados de moda. Aportan lo mismo a los muertos vivientes que la vieja serie de televisión de Batman aporta a El caballero oscuro.” Brooks reconoce haber hecho muchas referencias a la cultura popular en su novela, incluyendo una a los robots alienígenas de la franquicia de Transformers, pero declina identificar otras para que los lectores puedan descubrirlas por sí mismos.
Brooks llevó a cabo un importante trabajo de documentación mientras escribía Guerra Mundial Z. La tecnología, política, economía, cultura, y tácticas militares se basan en una variedad de libros de referencia y consultas con expertos. Brooks también mencionó al ejército de los EE. UU. como referencia sobre armas de fuego.

## Análisis

### Comentario social
Los críticos han observado que Brooks usa Guerra mundial Z como una plataforma para criticar la ineptitud del gobierno, corrupción corporativa y la cortedad de miras humana. En un momento del libro, un refugiado palestino residente en Kuwait rechaza creer que los muertos se están levantando, atemorizado de que sea una treta de Israel. Muchos personajes norteamericanos culpan la incapacidad de EE. UU. para contrarrestar la amenaza zombi debido a los conflictos en Oriente Medio.
Brooks muestra un particular desagrado por la burocracia gubernamental. Por ejemplo, un personaje de la novela justifica el mentir sobre los zombis para evitar que se extienda el pánico, mientras que al mismo tiempo es incapaz de encontrar una solución por miedo a incrementar la ira de la sociedad. También critica el no intervencionismo de EE. UU.

Amo a mi país lo suficiente para reconocer que uno de nuestros defectos es el no intervencionismo. He querido combatir esto en Guerra Mundial Z y quizás dar a mis compatriotas una visión de la labor política y cultural en otros países. Si, en Guerra Mundial Z algunas naciones salen como vencedoras y otras como perdedoras, pero ¿no es eso lo que pasa también en el mundo real? He querido basar mis historias en las reacciones históricas de cada país en cuestión, y si esto ofende a algunas personas, quizás deberían examinar de nuevo la historia de su propio país.

### Temática

#### Survivalismo
El survivalismo y la administración de desastres son temas predominantes en esta novela. Varias entrevistas, sobre todo en Estados Unidos, se centraron en la política de cambios diseñada para entrenar a la población superviviente para combatir a los zombis y reconstruir el país. Por ejemplo, cuando las ciudades se prepararon para ser lo más eficientes posibles para combatir a los zombis, los fontaneros mantuvieron un estatus más alto que un CEO. Los multimillonarios se escondían en sus mansiones que habían convertido en fortalezas, cuando fueron desbordados por otros intentando entrar, se convirtió en una masacre masiva. A lo largo de la novela los personajes demuestran que para sobrevivir a un desastre son necesarios requisitos tanto físicos como mentales. Brooks describe la compleja búsqueda que fue necesaria para encontrar los métodos óptimos para combatir un brote zombi de alcance mundial. Brooks también comentó que en EE. UU. gusta el género de temática zombi porque creen que pueden sobrevivir a cualquier cosa con los talentos y las herramientas adecuadas.

#### Miedo e incerteza
Brooks considera el tema de la incerteza un punto central del género zombi. Cree que los zombis permiten a las personas enfrentarse con sus propias ansiedades sobre el fin del mundo. Brooks ha expresado un profundo miedo a los zombis:

Me asustan más que cualquier otra criatura ficticia porque rompen todas las reglas. Hombres lobo, vampiros, momias y tiburones gigantes, tienes que ir en su búsqueda. Mi actitud es que si has de ir a buscarlos, no hay afinidad. Pero los zombis vienen a ti. Los zombis no actúan como depredadores, actúan como un virus, y esto es la base de mi terror. un depredador es inteligente por naturaleza, y saben que no han de sobreexplotar su territorio de caza. Un virus solo continúa expandiéndose, infectando y consumiendo, no importa lo que pase. Ese es el sinsentido que que hay detrás.

Ese sinsentido está conectado con el contexto en el que Brook escribió. Ha declarado “en este momento estamos viviendo en un tiempo irracional”, plenitud de seres humanos sufriendo y falta de razón y lógica. Cuando se le preguntó en entrevistas posteriores sobre cómo podía comparar terroristas con zombis, Brooks dijo:

La falta de pensamiento racional siempre me ha asustado cuando viene de los zombis, la idea de que no hay un territorio neutral, no hay espacio para la negociación. Esto siempre me ha aterrorizado. Por supuesto esto se aplica a los terroristas, pero también puedo aplicarlo a los huracanes, o a una epidemia de gripe, o la amenaza de un terremoto con la que crecí cuando vivía en Los Ángeles. Cualquier tipo de extremismo sin sentido me asusta, y estamos viviendo en unos tiempos bastante extremos.

## Aceptación
Las reseñas de la novela han sido generalmente positivas. Gilbert Cruz de Entertainment Weekly le dio una “A” a la novela, comentando que la novela mezclado una buena historia de zombis una metáfora central, la describe como “una adictiva legible historia oral.”. Steve H. Silver identificó el enfoque internacional de Brooks como el punto más fuerte de la novela y comentó favorablemente la habilidad de Brooks para hacer apreciar el trabajo necesario para combatir el un brote zombi global. La única queja de Silver es sobre Despedidas -el capítulo final- en que los personajes tienen la oportunidad de hacer unas últimas declaraciones. Silver siente que no siempre está claro que personaje es el que las hace. The Eagle describe el libro como “al contrario que otras historias de zombis” es “suficientemente terrorífico para muchos lectores, y no siempre por su gore”. Keith Phipps de The A.V. Club encuentra que el formato de la novela es difícil para desarrollar impulsos, pero encontró los episodios individuales de la novela adictivos. Patrick Daily del Chicago Reader dijo que la novela trasciende la “estupidez” de Zombi - Guía de supervivencia por “tocar en profundidad aspectos más sombríos de la condición humana”. En esta reseña para el Time Out Chicago, Pete Coco declaró que “presentar el horror en forma de una historia alternativa ha sido sido una novela en sí mismo. Hacerlo al estilo Studs Terkel contribuye a su brillantez”.
Ron Currie Jr. menciona Guerra Mundial Z como una de sus novelas apocalípticas favoritas y elogia a Brooks por ilustrar “el acuerdo tácito entre escritor y lector que es esencial para el éxito de historias sobre el fin del mundo…(ambos) están de acuerdo en asumir que esto no es ficción, sino que esta horrible historia de una guerra entre humanos y zombis está basada en la realidad”. Drew Taylor de Fairfield Country Weekly acredita a Guerra Mundial Z de hacer a los zombis más populares en la sociedad.
La versión en tapa dura de Guerra Mundial Z se mantuvo durante cuatro semanas entre los 9 primeros en la lista de betsellers del New York Times. En noviembre del 2011, de acuerdo con Publishers Weekly, Guerra Mundial Z había vendido un millón de ejemplares en todos los formatos.
- Datos: Q28172